# Dixie Chicken
Albums de Little Feat
Sailin' Shoes
(1972) Feats Don't Fail Me Now
(1974)
Dixie Chicken est le troisième album studio de Little Feat, sorti le 25 janvier 1973.
Cet opus est considéré comme celui qui a définitivement installé le « son Little Feat ». C'est également à partir de cet album que Kenny Gradney remplace Roy Estrada à la basse.
Il a été certifié disque d'or par la Recording Industry Association of America (RIAA) le 8 novembre 1989.

## Liste des titres
| 1. | Dixie Chicken    | Lowell George, Fred Martin | 3:55 |
| 2. | Two Trains       | George                     | 3:06 |
| 3. | Roll Um Easy     | George                     | 2:30 |
| 4. | On Your Way Down | Allen Toussaint            | 5:31 |
| 5. | Kiss It Off      | George                     | 2:56 |

| 1. | Fool Yourself          | Fred Tackett             | 3:10 |
| 2. | Walkin All Night       | Paul Barrere, Bill Payne | 3:35 |
| 3. | Fat Man in the Bathtub | George                   | 4:29 |
| 4. | Juliette               | George                   | 3:20 |
| 5. | Lafayette Railroad     | George, Payne            | 3:40 |

## Personnel
| - Paul Barrere : guitare, chant - Sam Clayton : congas - Lowell George : chant, guitare - Kenny Gradney : basse - Richard Hayward : batterie, chœurs - Bill Payne : claviers, synthétiseur, chant | - Bonnie Bramlett : chœurs - Malcolm Cecil : synthétiseur - Tret Fure : chœurs - Danny Hutton : chœurs - Milt Holland : tabla - Gloria Jones : chœurs - Debbie Lindsey : chœurs - Bonnie Raitt : chœurs - Stephanie Spruill : chœurs - Fred Tackett : guitare |